# Chiesa della Madonna dell'Altomare
La chiesa della Madonna dell'Altomare è una chiesa di Otranto, in provincia di Lecce.

## Descrizione
Edificata nel XVII secolo, fu ricostruita nel 1744 come ricorda l'epigrafe posta sulla facciata. Arroccata su uno sperone tufaceo che scende direttamente nel mare, è dedicata allo Spirito Santo. L'interno, a navata unica, presenta l'altare dedicato alla Vergine.
Particolarità della struttura sono le decorazioni che richiamano alla tradizione marittima: il pavimento a mosaico è decorato al centro con una stella di tradizione marinara, circondata da nodi Savoia o ad otto. Tutti gli arredi, anche l'illuminazione, richiamano ai temi del mare: dal cavalluccio marino al delfino, dall'ancora alla conchiglia, quest'ultima che riunisce una doppia simbologia: legata al mare da una parte, legata all'iconologia della perfezione dall'altra. 
Di antiche origini è la devozione e l'attaccamento alla Madonna dell'Altomare da parte degli idruntini. La prima settimana di settembre, la popolazione rende omaggio alla Madonna con solenni festeggiamenti, conducendo la statua su una imbarcazione per la tradizionale processione in mare. Questa usanza deriva da un'antica leggenda legata alla triste vicenda dell'invasione turca nel 1480. Si narra che la statua venne trafugata dalle truppe ottomane e condotta lontano. Una giovane idruntina, ridotta in schiavitù presso il Califfo, lo supplico ripetutamente di liberare l'icona sacra, rinunciando a qualsiasi pretesa sulla propria liberazione. La statua venne allora posta su un'imbarcazione, senza equipaggio, e attraversò il Canale d'Otranto. Vedendola arrivare, i pescatori tentarono invano di raggiungerla, ma riuscirono a recuperarla solo quando, da sola, entrò in porto tra i festeggiamenti della città.